# Березняговська волость
Березняговська волость — історична адміністративно-територіальна одиниця Богучарського повіту Воронізької губернії з центром у селі Березняги.
Станом на 1880 рік складалася 8 поселень, 4 сільських громад. Населення — 11 928 осіб (5921 чоловічої статі та 6007 — жіночої), 1615 дворових господарств.
|                     | Площа, десятин | У тому числі орної, дес. |
| ------------------- | -------------- | ------------------------ |
| Сільських громад    | 32762          | 26602                    |
| Приватної власності | 73             | 72                       |
| Казенної власності  | 3656           | —                        |
| Іншої власності     | 296            | 282                      |
| Загалом             | 36787          | 26956                    |

Поселення волості на 1880 рік:
- Березняги — колишнє державне село за 37 верст від повітового міста, 3599 осіб, 467 двори, православна церква, школа, 3 лавки.
- Богомолов — колишній державний хутір, 2674 особи, 329 дворів, православна церква, школа, 4 лавки.
- Новий Лиман — колишній державний хутір при озерах Гавриха й Неліфеж, 1144 особи, 175 дворів, православна церква, 2 ярмарки на рік.
- Новобогородицьке (Марченково) — колишня державна слобода при річці Кріуша, 1796 осіб, 273 двори, православна церква, 2 лавки.
- Огарев — колишній державний хутір, 672 особи, 85 дворів.
- Прогоріле — колишня державна слобода, 1303 особи, 224 двори, православна церква, лавка, щорічний ярмарок.

За даними 1900 року у волості налічувалось 10 поселень зі змішаним українським й російським населенням, 4 сільських товариства, 79 будівель та установ, 2155 дворових господарств, населення становило 13 911 осіб (6881 чоловічої статі та 7030 — жіночої).
1915 року волосним урядником був Семен Іванович Сбойчаков, старшиною — Авер'ян Аристархович Гулькин, волосним писарем — Феоктист Романович Зубков.